# Rue des Ardennes
La rue des Ardennes est une voie du 19e arrondissement de Paris, en France.

## Situation et accès
La rue des Ardennes est une voie publique située dans le 19e arrondissement de Paris. Elle débute au 159, avenue Jean-Jaurès et se termine au 40, quai de la Marne.

## Origine du nom
Elle porte son nom en raison de la proximité du canal de l'Ourcq qui fait communiquer les Ardennes, région boisée franco-belge, à Paris.

## Historique
Cette voie, qui figure à l'état de chemin sur le plan de Roussel de 1730, faisait partie de la « rue de l'Église », située autrefois sur le territoire de l'ancienne commune de la Villette.
Elle est classée dans la voirie de Paris par un décret du 9 juillet 1870.
Le 23 mars 1918, durant la première Guerre mondiale, un obus lancé par la Grosse Bertha explose au no 24 rue des Ardennes.